# Sophol Nuth
Sophol Nuth (ur. 1 stycznia 1981) – kambodżański zapaśnik w stylu klasycznym.
Brązowy medalista igrzysk Azji Południowo-Wschodniej w 2011 roku.